# Стэффорд, Гленн
Гленн Стэффорд (англ. Glenn Stafford) — американский композитор, написавший музыку ко многим играм компании Blizzard Entertainment включая Warcraft (три части) и StarCraft, а также к играм Blackthorne, Justice League Task Force и The Death and Return of Superman для приставки Super Nintendo. Кроме того он принимал участие в озвучивании героев игр Warcraft II, III, StarCraft, Diablo, и World of Warcraft.